# セルゲイ・ポルーニン
セルゲイ・ウラジーミロヴィチ・ポルーニン（Sergei Polunin、ウクライナ語: Сергій Володимирович Полунін、Serhiy Volodymyrovych Polunin; ロシア語: Сергей Владимирович Полунин; 1989年11月20日 - ）はソビエト連邦ウクライナ・ソビエト社会主義共和国（現ウクライナ）出身のバレエダンサー、俳優、モデルである。
元英国ロイヤルバレエ団プリンシパルで、退団後はゲストソリストとして世界各地の劇場に客演し、舞台と映画での創作活動やコラボレーションを行ってきた(後述)。
ウクライナ、ロシアおよびセルビアの多重国籍者であるが、本人の民族自認はロシア人である。

## 生い立ち
1989年、ソビエト連邦ウクライナ・ソビエト社会主義共和国（現ウクライナ）ヘルソンで生まれた。4歳から体操アカデミーで訓練していたが、8歳でバレエに転向し、キエフ国立バレエ学校でそこで4年間学んだ。母ガリーナはセルゲイと共にキエフに転居し、父ウラジーミルは家族の生活を支えるためポルトガルで出稼ぎをした。

## ダンサーとして

### 2003年〜2013年
2003年に13歳でルドルフ・ヌレエフ財団の後援を得て英国のロイヤル・バレエ学校に入学した。在学中の2006年にはローザンヌ国際バレエコンクールとユース・アメリカ・グランプリで入賞、2007年にはヤング・ブリティッシュ・ダンサー・オブ・ザ・イヤーに選出された。
2009年にロイヤル・バレエ団にファースト・ソリストとして入団、翌2010年6月には史上最年少となる19歳でプリンシパルに昇格した。ニューヨーク・タイムズは、2011年の『不思議の国のアリス』公演のレビューの中で、ハートのジャック（Knave）役を演じたポルーニンを「鋼のような技術と美しいラインを兼ね備えた素晴らしいダンサー」と表現した。
2年間ロイヤル・バレエ団で活躍したが、2012年1月24日に突如退団を発表した。フリーランスとしてのキャリアに注力するためであるとしており、その際にまったく幸福を感じなくなり「自分の中の芸術家が死にかけている」と語っている。その数か月後の2012年夏、イーゴリ・ゼレンスキーに招かれて、ゼレンスキーが芸術監督を務めるスタニスラフスキー音楽劇場とノヴォシビルスク国立オペラ・バレエ劇場のプリンシパルとなった。2013年4月初旬には、シャウファス・バレエの『ミッドナイト・エクスプレス』の公演初日を迎える直前に脱走したと報じられた。

### 2014年以降
2011年にミュージカル『オペラ座の怪人』25周年を記念した『オペラ座の怪人 25周年記念公演 in ロンドン』で鞭男/シェパード役を演じて脚光を浴び、2014年には英国批評家協会賞の最優秀男性ダンサーの部で最終選考に残っている。同年にアメリカの写真家兼音楽監督のデビッド・ラシャペルと初のコラボレーションを行い、以後、2015年2月のホージアのデビュー曲「Take Me to Church」のダンス・ビデオなどでラシャペルの作品に参加した。このビデオは口コミで広まり、ポルーニンの名がより多くの大衆に知られるようになった。
2016年のスティーブン・カントール監督のドキュメンタリー映画「ダンサー、セルゲイ・ポルーニン 世界一優雅な野獣」では、その子供時代やトレーニング、そして国際的な名声の高まりについて深く掘り下げて描かれている。
2017年に古巣であるロイヤル・バレエ団、サドラーズ・ウェルズ劇場、サドラーズ・ウェルズ劇場、ミラノ・スカラ座、サン・カルロ劇場に客演。同年、セルビアの国と文化の紹介に尽力したことでセルビア国籍を付与された。
以来、スタニスラフスキー・ネミロヴィチ＝ダンチェンコ劇場（2012年 - 2016年）、ノヴォシビルスク国立バレエ劇場（2012年 - 2016年）、バイエルン国立バレエの常任ゲスト・アーティスト（2016年 - 2019年）といった世界中の劇場で活躍している。
2019年1月にはパリ・オペラ座バレエ団の『白鳥の湖』公演に招聘されたが、ポルーニンがInstagramに投稿してきた同性愛への嫌悪や性差別的な発言に対して国際的な批判が集まったため、わずか48時間で招聘が取り消される事態となった。同年8月にクリミア半島セヴァストポリ振付アカデミーの学長代理、同年12月にセヴァストポリオペラバレエ劇場の副館長に就任した。
2024年8月に振付アカデミーの学長代理を、同年12月にセヴァストポリオペラバレエ劇場の副館長を辞任。同月18日に自らのInstagramでロシアを出国する旨のコメントを発表した。

## ポルーニン・インクの立ち上げ
2017年に舞台と映画で新たなダンスおよびバレエ作品を創作することを目指してプロジェクト・ポルーニンを立ち上げた。
プロジェクト・ポルーニンは、クリエイティブなバックグラウンドを持つ多様なダンサー、現代アーティスト、ミュージシャン、振付家を結集して協力することを目的としている。

### 2018年
2018年6月には、15年がかりの大改修を経て再開されたセルビア国立博物館の再開式典でポルーニン主演のプロモーション・ビデオが上映され、同年7月にはセルビアの音楽フェスティバルEXITの開会式でメインステージでの公演をこなしている。この公演は、EXITのテーマである EXIT Freedom にインスパイアされたものであった。2018年中に、プロジェクト・ポルーニンはポルーニン・インク（Polunin Ink）に再編された。

### 2019年

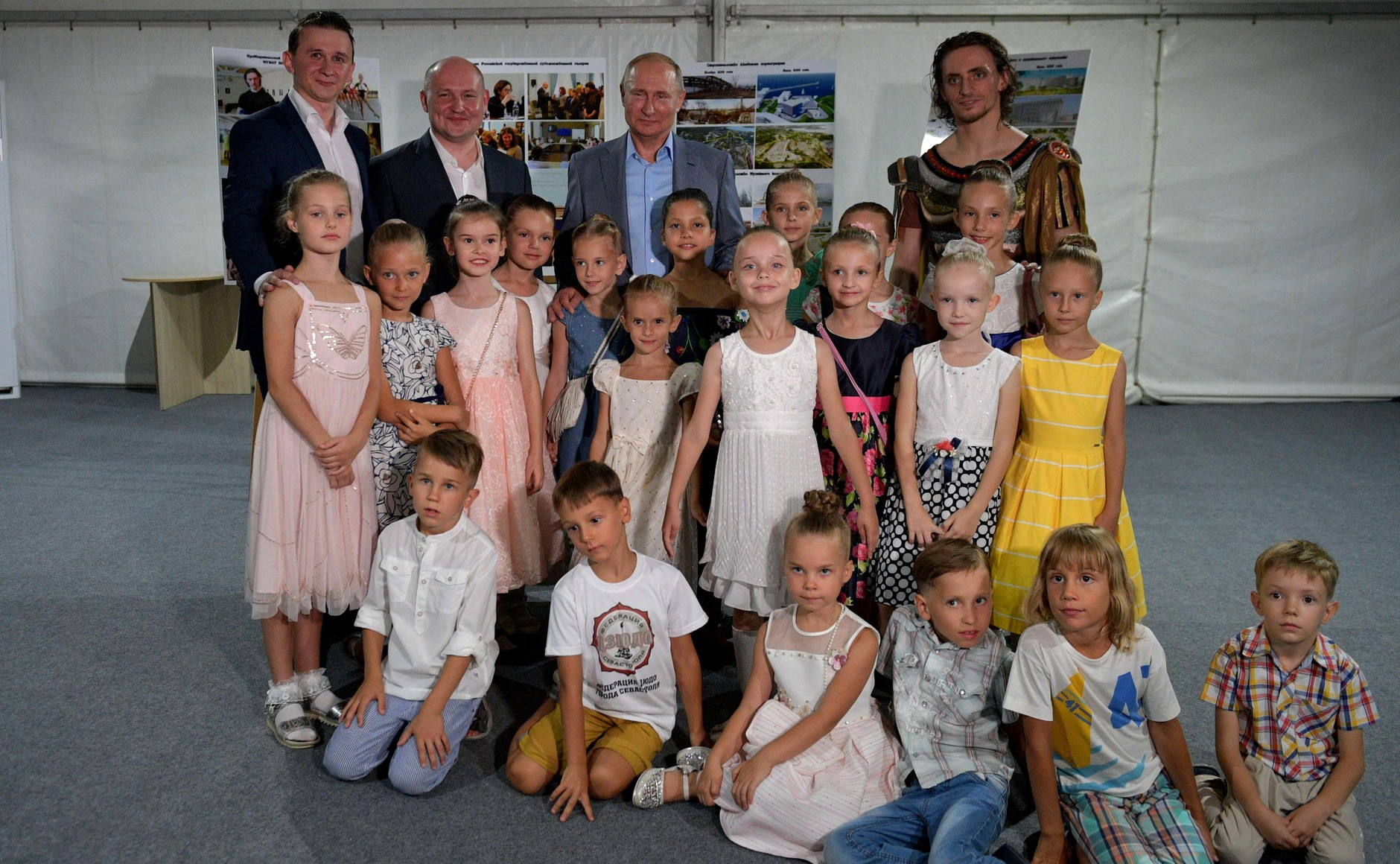
ロシア大統領ウラジーミル・プーチンとセヴァストポリ振付アカデミーの未来の学生たちとのスナップに収まるポルーニン

ポルーニンとポルーニン・インクは、2019年に3つの新作バレエを発表した。 
6月にロンドン・パレイディアム劇場で大石裕香の振付による『ラスプーチン』を初演した。これはロンドンの批評家から一様に否定的な評価を受けたが、後のチューリッヒやタシケントでの公演では成功を収めた。
8月26日にはヨハン・コボー振付の『ロメオとジュリエット』でジュリエット役にアリーナ・コジョカルを迎えてポルーニンがロメオ役を踊り、アレーナ・ディ・ヴェローナに1万人以上の観衆を集めて批評家の称賛を浴びた
12月29日と30日にはロス・フレディ・レイ振付、キリル・リクター作曲の『リトル・レッド・アンド・ザ・ウルフ』をローラ・フェルナンデス＝グロモワ、ヨハン・コボーとともにモスクワのザリャジエ・コンサート・ホールで初演した。
この年には、ドバイ、イスラエル、ミュンヘン、上海でも公演を行っている。注目すべきものとしては、2019年9月7日の京都・仁和寺での招待公演が挙げられる。これはJAL音舞台シリーズの公演で、「東洋と西洋の出会い」をテーマにヨーロッパとアジアのアーティストが登場した。ポルーニンの衣装は、京友禅アーティストの亀田和明がデザイン・制作した着物に書家の川尾朋子が般若心経を揮毫したものであった。この公演の模様は、日本国内の全国ネットで放映された。
ポルーニンは、ダンザ＆ダンザ・アワード2019のパーソナリティ・オブ・ザ・イヤーに選出され、審査員は「多面的なアーティストである...彼と彼が率いるポルーニン・インクは、2019年に1つではなく2つのゴールを決めた」 、すなわち「ポルーニンは20世紀の古典作品『ロメオとジュリエット』でアリーナ・コジョカルとは対照的にパワフルで情熱的なパフォーマンスを披露」し、さらに「『ラスプーチン』は記憶に残るダンス・ドラマとして、これまでの彼自身を上回った」と評した。

## 俳優・モデルとして
2017年の映画『オリエント急行殺人事件』で長編映画へのデビューを果たし、翌2018年の映画『レッド・スパロー』にも出演している。同年には、レイフ・ファインズ監督によるルドルフ・ヌレエフの伝記映画『ホワイト・クロウ』にユーリ・ソロヴィエフ役で出演した。
2018年には、ピエール・バルマン秋冬コレクションのキャンペーンモデルとなった。

## 私生活
- 2020年にロシアのアイスダンサーであるエレーナ・イリニフと婚約した[45][46]。 2020年1月16日に米国フロリダ州マイアミで長男ミールを儲けている[46]。2022年に次男のダール[47][48]、2023年に三男のエラが誕生している[49]。2024年8月にイリニフのTelegramチャンネルで結婚が公表された[50][51]。

- 2021年11月にタイムズのインタビューに応じた。2018年にSNSでの発言が原因で全てを失ったが、イリニフとの交際でダンサーであることについてずっと抱えていた葛藤が消えたという。2000年に第一子が生まれてからは自身の家を持つことを考え、全ての刺青の除去を始めたと語っている[52]。

## ウクライナとの確執
2018年11月、Instagramにロシア大統領ウラジーミル・プーチンへの支持表明を投稿した。プーチンの顔を上半身に刺青で入れており、自身のInstagramにその写真をよく載せるようになった。
同月、ロシア国籍取得を報告する投稿でウクライナやジョージア国民を「革命や戦争を引き起こす邪悪で恥知らずな人々」としたことなどから、ミロトヴォレツに裏切り者として入力された。その翌月にはユーロマイダンに言及し、ロシア寄りのヴィクトル・ヤヌコーヴィチ政権のもとで親EUのデモ隊を暴力で鎮圧したベルクト特殊部隊を支持。また、アメリカ大統領ドナルド・トランプへの称賛と支持を表明する投稿もしている。
2022年ロシアのウクライナ侵攻以来、祖国ウクライナをサポートする意思は一切見せていない。
同年3月、ラトビアはロシアのウクライナ侵攻を支持したとしてポルーニンを入国禁止リストに加えた。同年11月10日、Instagramで同月9日に交通事故で死亡したヘルソン地域のロシア政府副長官キリル・ストレムソフを悼み、投稿中で「KGB職員だった祖父も同じように排除された」と述べた。同月21日には、自らの誕生日プレゼントに北部軍管区への送金を呼びかけた。
2023年7月、恵まれない子どもや若者たちへのダンス教育の機会の提供をしてきたセルゲイ・ポルーニン基金の資金で、ロシア軍兵士のためドローンの購入をすることを発表した。同月には、2000万ルーブルを集めて赤外線カメラ5台を購入して軍に提供したことを報告した。同年8月にはドローン10機、9月には食糧支援、10月にはドローン10機と聴取できないラジオ局17局の運用資金の負担といったロシア軍への物的支援の継続を報告している。
2024年6月30日、Telegramにビデオメッセージを投稿。見知らぬ数台の車に尾行され、アパートやオフィスに不審な小包が置かれ、ポルーニンと妻の電子メールがハッキングされていると訴えた。法執行機関に助けを求めたが、家族の安全確保が出来なかった場合、ロシアを去るほか無くなるとしている。
同年12月9日、出身地であるヘルソン市近郊でロシア軍の猛攻を受けている集落の人々に対して「とても申し訳なく思っている」「最悪の取引でも戦争よりましだ」とTelegramに投稿した。
同月18日にロシア出国を表明し、その後ロシア国内で予定されていた公演が全てキャンセルとなった。同月28日、ポルーニンはInstagramで自身がロシアのために払った犠牲について述べた。それによると、2018年以来、プーチン大統領の刺青を入れてロシア当局のために行ってきた言動のためイギリス、アメリカ、ヨーロッパで稼いだものをすべて失った。ウクライナ侵攻のときに再び全てを放棄してロシアと大統領の助けとなる決意をしたため、日本・ヨーロッパでの舞台がキャンセルとなった結果、100万ドルに達する借金を抱えていた。ロシアの学校・劇場、慈善活動のため数百万ルーブル、北部軍管区への支援のため約1500万ルーブルを寄付したが評価されず、自身は生活費・子どもの養育費に事欠くこともあり、ロシア国内の自分のアパートを売らなくてはならなくなるなどの窮状だったと訴えた。
これに対し、アレクセイ・ナワリヌイが設立した反汚職財団の弁護士アレクサンドル・ポマズエフは「彼はすでに利権を得ており、手切れ金を受け取るつもりだ。そして、彼が騙したすべての人々は、戦争、抑圧、そして救いようのないグールに苦しむことになる」「戦争を煽った彼の過去と役割が忘れ去られないよう、最善を尽くします」とコメントをしている。プーチン大統領が戦争を継続できるよう支援を行ってきたことを全く悔い改めていないことを厳しく指摘した。